# Ardah

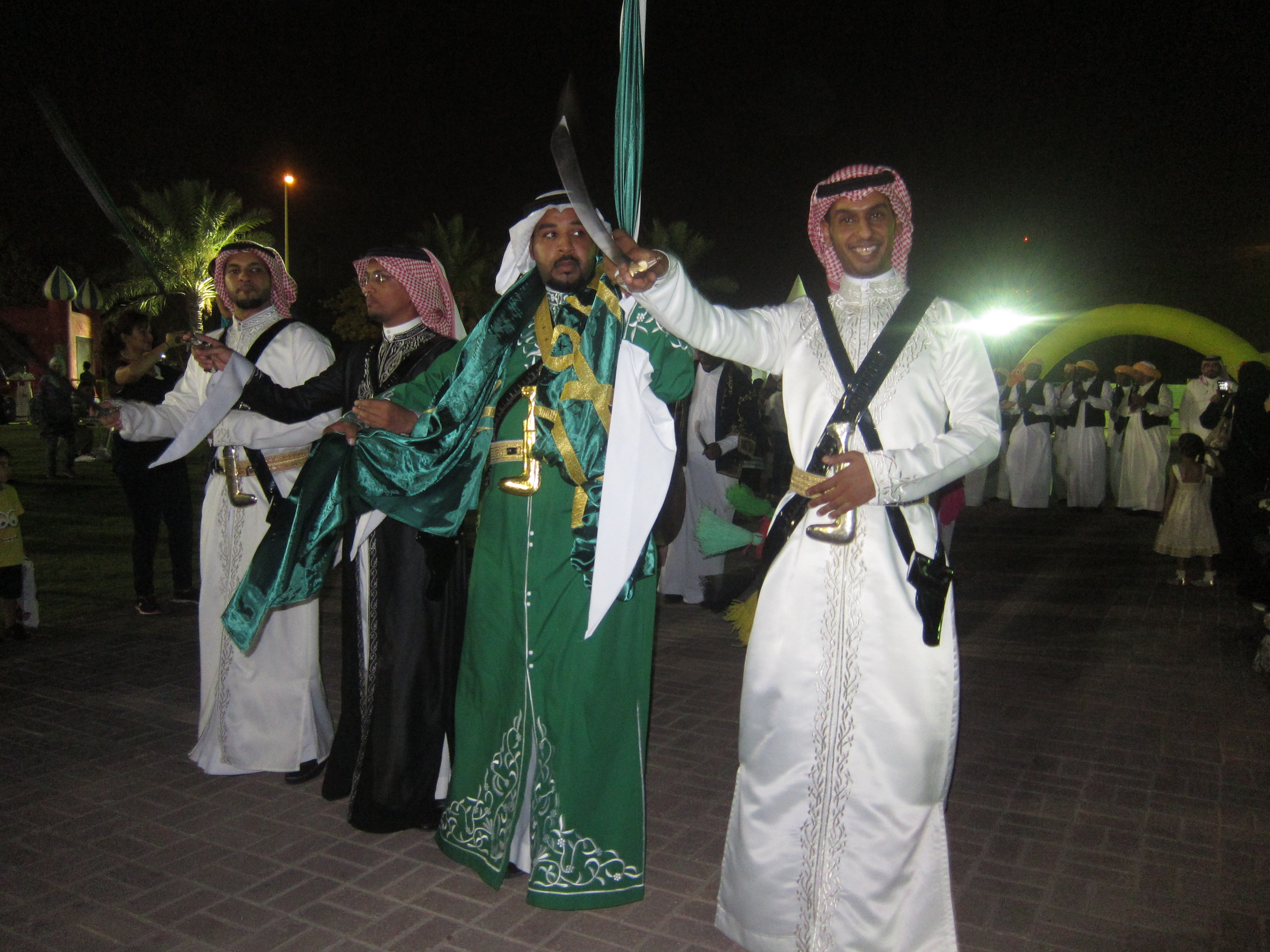
Homes practicant la dansa

L'ardah (en àrab العرضة, al-ʿarḍa) és un tipus de dansa popular de la península Aràbiga. La dansa es realitza amb dues files d'homes oposades entre si, cadascun dels quals poden o no estar empunyant una espasa, i va acompanyada de tambors i poesia cantada. El desembre de 2015, l'ardah va ser afegida a la llista del Patrimoni Cultural Immaterial de la Humanitat per la UNESCO.
Originalment, l'ardah es duia a terme només pels homes de les tribus de la regió central de la península, coneguda com a Najd abans d'iniciar una guerra. El seu reconeixement avui es basa en la seva pràctica durant les festes, casaments i esdeveniments nacionals i culturals per les persones de totes les tribus. Actualment, hi ha diverses versions de l'ardah tot al llarg de la península Aràbiga. Juntament amb el mizmar i el yowla, l'ardah s'ha convertit en una de les principals representacions procedents d'Orient Mitjà que es presenten en cerimònies i esdeveniments en el tracte en general amb la societat àrab. Quan es realitza el ball, hi ha una repetició de certs versos i cançons, seguit per l'aixecament de les espases dels ballarins, que donen suport a la mà dreta o esquerra (només una banda es pot inclinar) realitzant diversos passos endavant.

## Història
Es creu que el terme ardah és una derivació del verb àrab ard, que significa «mostrar» o «aturar». Hauria rebut aquest nom perquè el seu objectiu era mostrar públicament la força de combat d'una tribu i elevar la moral abans d'un enfrontament armat. Avui, en canvi, hi ha variacions regionals de la interpretació particular de l'ardah.
La najdi ardah és la variant més comuna d'ardah a Aràbia Saudita. És també la dansa popular masculina més practicada i altament televisada a nivell nacional. El govern saudita ha canviat el seu nom a l'Aràbia ardah al segle xxi. No obstant això, hi ha nombroses variacions diferents de l'ardah, i fins i tot la najdi ardah està molt diversificada al país. Les regions on es practica amb més freqüència són les províncies de Najran, Asir i Jizan, tots ells localitzats a l'extrem sud de l'Aràbia Saudita.